# Acaryochloris marina
Acaryochloris marina je druh sinice s neznámým zařazením do systému. Byla poprvé nalezena jako symbiont uvnitř těla sumky na ostrově Palau (současně s tímto druhem však byl v těle sumky nalezen i jiný symbiont, a to rodu Prochloron). Nedávno byl sekvenován genom této sinice.

## Fotosyntetická barviva
Tento druh představuje jedinou dobře prozkoumanou sinici, která obsahuje chlorofyl d (3-desvinyl-3-formyl chlorofyl a) jako hlavní fotosyntetický pigment. Tento druh pigmentu díky své chemické struktuře pohlcuje téměř infračervené (tedy dlouhovlnné) záření. Mimo chlorofyl d však obsahuje tato sinice i určité množství chlorofylu a, alfa-karoten, ale na druhou stranu jen velmi malé množství fykobiliproteinů.